# Lucian Blaga
Lucian Blaga (Lancrăm, 9 maggio 1895 – Cluj-Napoca, 6 maggio 1961) è stato un filosofo, poeta e drammaturgo rumeno.
Per il ruolo che ha ricoperto nella letteratura del suo paese, si può ritenere uno dei più importanti poeti rumeni del XX secolo, insieme a Tudor Arghezi, Ion Barbu, Ion Vinea, Vasile Voiculescu, Ion Pillat.

## Biografia
La sua infanzia fu segnata da un periodo di mutismo durato quattro anni.
I suoi studi elementari li compì a Sebeș (1902-1906), dopo i quali si iscrisse alla scuola "Andrei Șaguna" di Brașov (1906-1914). Allo scoppio della prima guerra mondiale Blaga stava frequentando un corso di teologia a Sibiu.
Si perfezionò culturalmente a Vienna (1917-1920), dove si laureò in filosofia.
Dopo la fine delle ostilità belliche, contribuì allo sviluppo delle attività giornalistiche in Transilvania con la sua attività editoriale che partorì le riviste Culture e The Banat.
Fino al 1938 seguì la carriera diplomatica, che lo condusse a Varsavia, Praga, Lisbona, Berna e Vienna, dopodiché la abbandonò per dedicarsi all'insegnamento.
Lucian Blaga fu infatti docente universitario di filosofia e, oltre a un certo numero di importanti opere filosofiche, scrisse testi teatrali e alcune raccolte di poesie, ispirate alla natura.
Tra i suoi numerosi impegni, si annoverò la sua adesione al gruppo di pensatori che collaborarono alla rivista Gandirea, di cui curò filosoficamente le tematiche metafisiche e religiose.
Il suo pensiero si sviluppò attraverso una tripla trilogia, chiamata della conoscenza, dei valori e della cultura. Il filosofo rintracciò nell'estetica e nella matrice culturale universale degli elementi basilari dell'arte un modello di indagine posto all'interno di una filosofia della cultura. Secondo Blaga, l'essere umano e la sua esistenza oscillano tra due estremi, uno definito della "conoscenza paradisiaca" raggiungibile attraverso la logica razionale ed il mondo oggettivo, l'altro chiamato della "conoscenza luciferica", pilotato dagli stati al di sotto della coscienza che ci indirizzano verso il mondo dei misteri, il mondo metafisico costituente i valori
culturali.
Quindi secondo Blaga, l'inconscio è esente da ogni irrazionalità ed invece presenta categorie logiche che formano la molteplice realtà culturale.
L'opera che esemplificò meglio di altre il suo pensiero filosofico fu Orizzonti e stile del 1936, mentre la lirica di Blaga perseguì un principio metafisico per arginare ed opporre resistenza alla fede nella natura e al materialismo. Tra le raccolte di poesie più significative, si annoverarono: I poemi della luce del 1919, I passi del profeta del 1921 e La lode del sogno del 1929. Blaga affrontò anche la carriera di drammaturgo, ed il suo teatro si plasmò grazie alla rievocazione di miti e leggende presi dal folklore romeno per formare uno scenario di sfondo a dialoghi impregnati di idee e di concetti.
Morì nel 1961.

## Filosofia
Blaga ha costruito un sistema filosofico presentato in quattro trilogie principale: Trilogia della conoscenza (Trilogia cunoaşterii), Trilogia della cultura (Trilogia culturii), Trilogia di valori (Trilogia valorilor) e Trilogia cosmologica (Trilogia cosmologică). Uno dei punti più suggestivi e caratteristiche essenziali del sistema di Blaga è il suo elaborato approccio nella filosofia dal punto di vista di metafisica. La metafisica lega i vari elementi della sua filosofia insieme come un sistema. L'unità viene creata anche con la sua visione di pensatore monistico, così come dalla sintesi tra metafisica ed epistemologia, tra metafisica e mistica, tra filosofia e religione.
Le influenze di molti filosofi sono inequivocabilmente evidente nella sua opera. Le seguente sono considerate come influenze: la filosofia neo-kantiana, la filosofia neo-platonica, la teologia ortodossa cristiana, la morfologia culturale di Oswald Spengler, le monadi di Leibniz, la comprensione del subconscio di Carl Gustav Jung, la filosofia indiana e il romanticismo tedesco.
In la sua teoria della conoscenza, presenta in Trilogia della conoscenza (Trilogia cunoaşterii), il filosofo rumeno afferma che "la cognizione positiva adeguata" non è umanamente possibile. Il termine di Blaga "la cognizione positiva adeguata" si riferisce a quella modalità di cognizione che coglie con precisione il suo oggetto in tutti gli aspetti dell'oggetto e dettagli. È la cognizione che ha una corrispondenza 100% al suo oggetto. Blaga si riferisce a questa anche come "cognizione assoluta." Blaga analizza la cognizione nella seguente sette teoricamente possibili aspetti: I. La cognizione negativa; II. La quasi-cognizione; III. La cognizione che è in parte quasi-cognizione e in parte cognizione negativa; IV. La cognizione che è in parte positiva adeguata, in parte quasi-cognizione e in parte cognizione negativa; V. La cognizione che è in parte positiva adeguata e in parte quasi-cognizione; VI. La cognizione che è in parte positiva adeguata e in parte cognizione negativa; VII. La cognizione positiva adeguata.
La capacità cognitiva umana è limitata. L'umanità aspira a conoscere lo sconosciuto senza raggiungerlo. La sua visione perpetua la creatività, allo stesso tempo proteggendo la creazione dal potenziale di autodistruzione. Il Grande Anonimo ("Marele Anonim") protegge tutta la creazione. Il Grande Anonimo utilizza la censura trascendentale ("cenzura transcendentă") per proteggere e preservare l'universo. Il Grande Anonimo rappresenta la cognizione positiva adeguata. La tesi di Blaga è che gli esseri umani non hanno questo tipo di cognizione, perché la cognizione è un atto in cui il soggetto ha superato nel possedere l'oggetto cognitivo. La cognizione è quasi-cognizione, incompleta nella sua comprensione o distorcere i suoi oggetti.
Per quanto riguarda "la conoscenza luciferica", Blaga la vede come un accumulo di dati sul misterioso, una più profonda comprensione del mistero.L'idea di mistero è centrale nella filosofia di Blaga. Egli sottomette l'idea del mistero di un esame critico approfondito in Il aeon dogmatico (Eonul dogmatic) e in La conoscenza luciferica (Cunoaşterea luciferică). Blaga distingue tra due tipi di conoscenza: la conoscenza celeste ("cunoaşterea paradisiacă") e la conoscenza luciferica ("cunoaşterea luciferică"). La conoscenza celeste si riferisce a oggetto concreto, che è la superficie esterna di mistero, quindi è una conoscenza limitata. La conoscenza luciferica ha tre dimensioni: la conoscenza più ("plus cunoaşterea"), la conoscenza zero ("zero cunoaşterea") e la conoscenza meno ("minus cunoaşterea"). La conoscenza più ("plus cunoaşterea") attenua il mistero, la conoscenza zero ("zero cunoaşterea") rafforza il mistero come permanente e la conoscenza meno ("minus cunoaşterea") potenzia il mistero. Blaga sostiene la sua teoria sulla conoscenza più ("plus cunoaşterea") con riferimento al suo successo nel spiegando il processo intellettuale utilizzato in numerosi esempi di conoscenza scientifica.
In Il aeon dogmatico (Eonul dogmatic), Blaga mette in evidenza che il intelletto enstatico ("intelectul enstatic") si rimane entro le sue normali funzioni, fatto salvo il principio della logica di noncontraddizione. Il intelletto ecsatico ("intelectul ecstatic") trascende la logica e mette in evidenza il carattere nonrrazionale di misterio.
Blaga ha dichiarato che la logica non può spiegare pienamente la vita, ed è per questo che accetta il dogma. Progressi in diverse aree di scienza sono avvicinati attraverso la loro compatibilità con il dogmatico. Blaga ridefinisce il dogmatico, seguendo un distaccamento del dogma di contenuto religioso, convertendolo in una forma puramente intellettuale e poi riempirla di nuovi contenuti, filosofici o scientifici. Il dogmatico resta inteso come modo di pensare. Egli vuole che la sua visione serva a "una metafisica del futuro". Blaga applica il senso di paradosso rivelato in su teologia dialettica, definendo e distinguendo mentre il nostro mondo al di là, il concreto ed empirico al divino trascendente e sacro. Il paradosso di pensiero magico si riferisce al razionale non sistematizzato. Il paradosso di metafisica si riferisce al assoluto e al Dio. Il paradosso di dogma non è una scivolata nell’illogico e irrazionale, ma una riscoperta di una razionalità profonda. Egli si riferisce a concetti fondamentali e soluzioni trascendentali. Queste soluzioni negano con veemenza il concreto e l'empirico. Essi rivelano il mistero.
Le contraddizioni tra scienza e religione si risolvono con un paradigma simile, nonostante quelli che insistono sul fatto che la scienza segue un metodo totalmente diverso dalla religione. La teologia è la cognizione luciferica. Le idee teologiche sono "creazioni dello spirito umano, creazioni che si sviluppano nel tempo e sono influenzati dalla cultura in cui si trovano". Blaga interpreta la riflessione teologica come un'esspresione di "come la cognizione umana può esplorare le questioni che trascendono i limiti della cognizione empirica e anche della logica umana".
Trilogia della cultura (Trilogia culturii) contiene la sua teoria di stili culturali. Blaga promuove l'idea di stili culturali diversi, fornendo esempi di varie culture. L'essenza di stile culturale, nella concezione di Blaga, inizia alle categorie del inconscio, che egli le chiama "abissale". Lo stile non è omogeneo, monolitico, ma un amalgama di categorie abissale. Oltre alle categorie di spazio e tempo, Blaga si riferisce alle categorie di espansione e riflessione.
In Orizzonte e stile (Orizont şi stil), Blaga scive che gli fattori alla base di stile sono: I. Il orizzonte spaziale (lo spazio infinito nei indiani, lo spazio volta nei hamiti lo spazio piano nei russi, lo spazio alveolare nei cinesi e lo spazio di agnello nei rumeni); II. L'orizzonte temporale (la fontana, la cascata e il fiume); III. L'accento assiologico (affermativo o negativo); IV. L'atteggiamento (anabasico, catabasico o neutro) e V. L’aspirazione formativa (individuale, tipica o come una fantasma). Influenzato da Leo Frobenius e Oswald Spengler, Blaga elabora una teoria di stile culturale, che è in realtà una autodefinizione della cultura romena. Così ci sono diverse metafore che descrivono l'inconscio di una nazione.
In Il spazio di agnello (Spaţiul mioritic), Blaga sostiene che ogni aspetto della cultura rumena condivide la relazione analogica alla geografia ondulato delle colline e valli, del bellissimo paesaggio che rappresentato in la ballata Il agnello (Mioriţa). L'aspetto ritmico, l'alternanza tra speranza e disperazione definiscono la specifica dello spazio romeno.
In Essere storico (Fiinţa istorică), Blaga ha spostato la sua attenzione dalla semplice analisi dello spirito rumeno all'esame complicata di interferenza culturale. Egli scrive sull'assimilazione, la modulazione e l'influenza di altre culture. Egli sottolinea che l'originalità di un popolo non si esprime solo attraverso di creazioni, ma anche assimilando motivi ampiamente diffusi. A differenza della psicoanalisa di Sigmund Freud, Blaga distingue tra lo spirito e l'anima. La creazione è diretta all'interno, tirando la sostanza delle vene segrete dell'animo umano e scoppiando sotto gli orizzonti dell'anima.
Il passaggio dagli orizzonti della conoscenza verso l'orizzonte dei valori è ontologico ed è un passaggio dalla natura alla cultura. Nella Trilogia di valori (Trilogia valorilor), Blaga usa spesso il termine di ‘campo stilistico’. Lo spirito crea cultura. Il filosofo rumeno è contro la riduzione del spirito alla coscienza. Lo spirito comprende la coscienza. Egli è sia conscio, sia inconscio. ‘Le coordinate stilistiche dovrebbero essere intese come funzioni di potere categoriale. Essi appartengono al spirito incosciente’.
Nel libro Il pensiero magico e la religione (Gândire magică şi religie), Blaga si occupa di tipologia di miti. Egli distingue tra la teoria di miti e loro funzione pratica. Nella interpretazione di miti, il filosofo rumeno separa tra il metodo oggettivo, il metodo soggettivo e il metodo di metafisica. Anche mette in relazione la mistica cristiana occidentale e la mistica cristiana ortodossa bizantina. Nella mistica cristiana occidentale, la trascendenza è inaccessibile all'uomo che si sforza di raggiungere al Dio. La devozione caratterizza il rapporto con Dio. Nella mistica cristiana ortodossa, la intuizione definisce questo rapporto e la trascendenza scende. L'uomo è trasfigurato dalla luce divina. Il modello di questo stato è la trasfigurazione di Gesù sul monte Tabor. Alla base della mistica cristiana ortodossa si trova la teologia di San Dionigi Areopago, la sua dottrina di uomo immerso nella luce di Dio. Blaga non riduce la teologia di San Dionigi Areopago al modello di Plotino. Nello spirito del cristianesimo occidentale, cattolico e protestante, Blaga fa la differenza tra fede e misticismo. La fede definisce il cristianesimo occidentale e il misticismo definisce il cristianesimo orientale.
Nella Religione e spirito (Religie şi spirit), Blaga sottolinea diverse definizioni di religione da Cicerone a quelle di Max Scheler, Paul Tillich e Friedrich Schleiermacher. La definizione di religione che dà Blaga fornisce il sforzo di superare di essere umano.
Blaga separa tra la magia e il misticismo. Egli riconosce il carattere eccezionale di misticismo e il suo stato di livello assoluto di esperienza religiosa. Il misticismo si riferisce alla esistenza spirituale e non al pensiero teorico. Lo stato di super-coscienza e il carattere illusorio del misticismo vengono dedotti dalle esperienze religiose. Il misticismo e la religione appaiono in un contesto culturale, così sono modellate per le categorie abissale.
In Trilogia cosmologica (Trilogia cosmologică), Blaga, che ha creduto e ha sottolineato che l’etnografia aiuta molto per ricostituire la storia, insiste sulla storia e sull'umano come essere storico. L'intenzione dell'autore era di preparare un'architettura filosofica della conoscenza storica che ha in vista una forma simbolica della storia. La storia è la realizzazione e la prova effettiva dell'esistenza dell'uomo nell'orizzonte del mistero e nella sua rivelazione. Avendo un significato ontologico, la storia è la storia della creazione e della creatività umana, è finalmente la storia di natura umana.
Per il filosofo rumeno, il Grande Anonimo è una totalità di una grande, sostanziale e strutturale complessità, un'esistenza totalmente autarchica, sufficiente. Il Grande Anonimo ha creato il mondo dalla auto-riproduzione controllata attraverso di "differenziali", che sono piccoli frammenti di se stesso. L'essere umano è anche una speciale "differenziale divina", che è dotata con coscienza e vive in un universo di mistero con il scopo di rivelazione. Dobbiamo superare la censura trascendente istituita dal Grande Anonimo al fine di mantenere il mistero e il equilibrio. Trilogia cosmologica (Trilogia cosmologică) è l'ultima parte del sistema filosofico di Blaga, ma resta un'opera incompiuta.
Blaga ha compilato un’opera filosofica sistematica monumentale, utilizzando una forza creativa di "sinfonia dispiegata", sotto gli auspici di "enciclopedismo e universalismo".

## Opere

### Raccolte poetiche
- Poemele luminii (1919)
- Pașii profetului (1921)
- În marea trecere (1924)
- Lauda somnului (1929)
- La cumpăna apelor (1933)
- La curțile dorului (1938)
- Poezii, edizione definitiva (1942)
- Nebănuitele trepte (1943)
- Poezii (1966)

### Drammaturgia
- Zamolxe (1921)
- Tulburarea apelor (1923)
- Daria (1925)
- Ivanca (1925)
- Învierea (1925)
- Fapta (1925)
- Meșterul Manole (1927)
- Cruciada copiilor (1930)
- Avram Iancu (1934)
- Opera dramatică, 2 vol. (1942)
- Arca lui Noe (1944)
- Anton Pann (1964)

### Studi filosofici. Saggi
- Cultură și cunoștință (1922)
- Filosofia stilului (1924)
- Fenomenul originar (1925)
- Fețele unui veac (1925)
- Daimonion (1926)
- Eonul dogmatic (1931)
- Cunoașterea luciferică (1933)
- Censura transcendentă (1934)
- Orizont și stil (1934)
- Spațiul mioritic (1936)
- Elogiul satului românesc (1936)
- Geneza metaforei și sensul culturii (1937)
- Artă și valoare (1939)
- Diferențialele divine (1940)
- Despre gândirea magică (1941)
- Religie și spirit (1941)
- Știință și creație (1942)
- Trilogia cunoașterii, 3 vol.: Eonul dogmatic, Cunoașterea luciferică, Censura transcendentă (1943)
- Trilogia culturii, 3 vol.: Orizont și stil, Spațiul mioritic, Geneza metaforei și sensul culturii (1944); trad. it a cura di G. Baffo, Trilogia della cultura, Edizioni Fondazione Centro Studi Campostrini, Verona, 2016
- Trilogia valorilor, 3 vol.: Știință și creație, Gândire magică și religie, Artă și valoare (1946)
- Despre conștiința filosofică (1947); edizione a cura di Dorli Blaga e Ion Maxim (1974)
- Aspecte antropologice (1948); edizione a cura di Ion Maxim (1976)
- Gândirea românească în Transilvania în secolul al XVIII-lea (1966)
- Zări și etape, edizione a cura di Dorli Blaga (1968)
- Experimentul și spiritul matematic (1969)
- Isvoade, edizione a cura di Dorli Blaga e Petre Nicolau (1972)
- Ființa istorică, edizione a cura di Tudor Cătineanu (1977)
- Încercări filosofice (1977)

### Aforismi
- Pietre pentru templul meu (1919)
- Ferestre colorate (1926)
- Discobolul (1945)
- Elanul insulei (1977)

### Prosa
- Hronicul și cântecul vârstelor (1965)
- Luntrea lui Caron (1990)

### Edizioni critiche
- Opere, a cura di Dorli Blaga, vol. I-XII, Bucarest, Minerva, 1974-1995
- Opere, a cura di George Gană, vol. I-V, Bucarest, Minerva, 1982-1993